# Tanahat
Tanahat (armensko Թանահատ, latinizirano: T’anahat) je vas v armenski provinci Sjunik.

## Zgodovina
V vasi stoji starodavni armenski samostan Tanahat. 
Po razpadu Sovjetske zveze in osamosvojitvi Armenije so azerbajdžanski prebivalci leta 1988 ob začetku konflikta v Gorskem Karabahu pobegnili. Kasneje so se v vasi naselili armenski begunci iz Azerbajdžana.
Pred prvo vojno v Gorskem Karabahu je v Tanahatu živelo 70 azerbajdžanskih družin in imelo redno avtobusno povezavo z Bakujem. V Tanahatu je bil rojen stari oče azerbajdžanskega predsednika Ilhama Alijeva.

## Demografija
Armenski statistični urad je poročal, da je imela vas leta 2010 76 prebivalcev, 42 več kot ob popisu prebivalstva leta 2001.